# Тирол (држава)
Тирол је једна од девет савезних покрајина Републике Аустрије, у њеном западном делу. Главни град покрајине је Инзбрук.

## Положај
Тирол заузима западни део Аустрије. Покрајина се граничи:
- на северу - Немачка,
- на истоку - покрајина Салцбург,
- на југоистоку (преко Источног Тирола) - покрајина Корушка,
- на југу - Италија,
- на западу - Форалрберг.

Јединственост Тирола међу покрајинама Аустрије је његова физичка подељеност на већи, Северни Тирол и мањи Источни Тирол. Међусобно удаљење је око 20 км, а настало је издвајањем између њих положеног Јужног Тирола из састава некадашњег Војводства Тирол.

## Природне одлике
Са површином од 12.640,17 km² Тирол је по величини пета покрајина у држави.
Рељеф: Тирол је планинско подручје, у срцу Алпа. У већем делу покрајине се пружају Алпи и то: на северу Севернотиролски Кречњачки Алпи, на југозападу Ретијски Алпи, на истоку Берхтесгаденски Алпи и на југоистоку Тауерн Алпи. На крајњем југоистоку налазе Тауерн Алпи, чији врхови прелазе висину од 3.500 метара. Средишњи део покрајине је долински (река Ин), на надморској висини 400-700 метара. У Источном Тиролу је главна река Драва.
Клима: Због значајне надморске висине и планинског тла Тирол има оштрију континенталну климу, која само у вишим деловима прелази у планинску.
Воде: Средишњим делом Северног Тирола протиче река Ин, који се данас сматра саставним делом покрајинског идентитета. Главне притоке Ина на подручју Тирола су Гросах и Цилер. У источном делу је горњи ток реке Драве са притоком Изелом. Долине датих река су главне везе средишњег и рубних делова покрајине. Поред водотока, у Тиролу постоји и низ мањих ледничких језера, од којих је познатије језеро Ахен.

## Историја
Тирол је древна област у историји Европе, позната под датим називом још у раном средњем веку. Она је била некадашње војводство Светог римског царства. Данашња покрајина настала је од Војводства Тирол по образовању Републике Аустрије после Првог светског рата. Претходно је од дотадашњег војводства одвојена јужна половина, насељена мешовитим становништвом (Немци, Италијани, Ладини), која данас чини покрајину Трентино-Алто Адиђе у склопу Италије. Поред тога, цепањем дотадашњег војводства Аустрији су припојена два физички неповезана дела (данашњи Северни и Источни Тирол), који су, и поред тога, образовали данашњу покрајину.

## Становништво
По последњим подацима из 2017. године Тирол има преко 546 хиљада становника, па је пета аустријска покрајина по броју становника. Последњих деценија број становника расте.
Густина насељености је око 59 ст./км², што значајно ниже од државног просека. Део уз град Инзбрук и долина Ина су много боље насељени (>150 ст./км²), док су планински крајеви на северу и југу много мање густине насељености (<25 ст./км²).
Етнички састав: Тирол је традиционално насељен аустријским Немцима. Историјских мањина нема, али се последњих деценија овде населио значајан број досељеника (посебно са подручја бивше СФРЈ и Турака), посебно у већим насељима.

## Привреда
Тирол је високоразвијена покрајина, посебно околина града Инзбрука. Ту је смештена и најгушћа мрежа саобраћајница.
Пољопривреда: Иако је последњих деценија са бржом индустријализацијом дошло до смањења значаја пољопривреде она је и даље развијена, посебно сточарство.
Индустрија: Преовлађује високо развијена индустрија везана за подручја Инзбрука и Куфштајна.
Туризам: Постоји неколико развијених туристичких грана у Тиролу. Град Инзбрук је због свог вредног старог језгра важно туристичко одредиште у Аустрији. Посебно је развијен зимски и скијашки туризам на Алпима (позната места Кицбил, Санкт Антон ам Арлберг, Ишгл), али и туризам на води, везан за језера.

## Управна подела
Покрајина се дели на 9 подручних јединица - округа (Bezirk) - 1 градски округ (тзв. статутарни град) и 8 „уобичајених“ округа. Даље се окрузи деле на општине - укупно њих 279.
| Бр. | Статутарни град /градски округ | Матични назив         | -              | Површина (у km²) | Број ст. (2017) | скр. |
| --- | ------------------------------ | --------------------- | -------------- | ---------------- | --------------- | ---- |
| 1   | Инзбрук                        | Innsbruck (Stadt)     | -              | 104,81           | 132.236         | I    |
|     |                                |                       |                |                  |                 |      |
| Бр. | Округ                          | Матични назив         | Град - седиште | Површина (у km²) | Број ст. (2017) | скр. |
| 3   | Имст (округ)                   | Bezirk Imst           | Имст           | 1.723,82         | 058.982         | IM   |
| 2   | Инзбрук-Ланд (округ)           | Bezirk Innsbruck Land | Инзбрук        | 1.989,36         | 176.054         | IL   |
| 4   | Кицбил (округ)                 | Bezirk Kitzbühel      | Кицбил         | 1.162,25         | 063.489         | KB   |
| 5   | Куфштајн (округ)               | Bezirk Kufstein       | Куфштајн       | 968,82           | 107.233         | KU   |
| 6   | Ландек (округ)                 | Bezirk Landeck        | Ландек         | 1.594,53         | 044.208         | LA   |
| 7   | Лијенц (округ)                 | Bezirk Lienz          | Лијенц         | 2.019,30         | 048.879         | LZ   |
| 8   | Ројте (округ)                  | Bezirk Reutte         | Ројте          | 1.235,67         | 032.399         | RE   |
| 9   | Швац (округ)                   | Bezirk Schwaz         | Швац           | 1.841,62         | 082.673         | SZ   |

Округ Линц покрива целокупну површину Источног Тирола, па су дати појмови постали синоними.

## Збирка слика важнијих градова покрајине
- Куфштајн
- Лијенц
- Швац
- Кицбил